# محمد أبازيد
محمد عبد الحليم أبازيد سياسي سوري شغل منصب وزير المالية في حكومة محمد البشير من 30 كانون الأول 2024 إلى 29 آذار 2025.